# Markéta z Antiochie (1244–1308)
Markéta z Antiochie (1244 – 30. ledna 1308, Nikósie) byla paní z Tyru.

## Život
Narodila se jako dcera Jindřicha z Antiochie a kyperské princezny Isabely, dcery Huga I.
Na základě papežského dispenzu z 22. září 1268 byla bratrem provdána za Jana z Montfortu. Jan po otcově vraždě roku 1270 zdědil panství. Sám se potomstva s Markétou nedočkal, zemřel roku 1283. Ovdovělá Markéta se vrátila na Kypr, kde sužována tloušťkou v lednu 1308 v rouše jeptišky zemřela a byla pohřbena v klášteře Panny Marie z Tyru v Nikósii.